# مشاور حقوقی پرستاری
مشاور حقوقی پرستاری (به انگلیسی: Legal nurse consultant) یک پرستار ثبت شده‌است که از تجربه‌اش در خدمات درمانی استفاده می‌کند و دارای آموزش ویژه در زمینه مشاوره پرونده‌های حقوقی مربوط به پزشکی است. مشاور حقوقی پرستاری به حقوق دان‌ها در خواندن اسناد پزشکی و درک واژگان پزشکی و مسایل بهداشتی کمک می‌کند تا بهترین نتیجه برای کاربرانشان به دست آید. این تخصصی جدید است و از اواسط دهه هشتاد میلادی تأسیس شده‌است.